# Roxy Ann Peak
Roxy Ann Peak is een berg in de Western Cascade Range aan de oostelijke rand van Medford, Oregon. Samengesteld uit verschillende geologische lagen, is het grootste deel van de top van vulkanische oorsprong en dateert uit het vroege Oligoceen tijdperk. Het is voornamelijk bedekt met eikensavanne, open grasland op de onderste hellingen en gemengd naaldbos op de bovenste hellingen en de top.
De piek werd eind jaren 1850 vernoemd naar een van de eerste landeigenaren, Roxy Ann Bowen.
In 1883 werd de stad Medford ten westen van de berg opgericht. Na de aankoop van een grote hoeveelheid land van de Lions Club en de federale overheid tussen 1930 en 1933, creëerde de stad het 700 hectare grote Prescott Park in 1937. Het park beschermt een groot deel van de bovenste hellingen en de top van de top en blijft grotendeels onbebouwd. De zuidelijke uitlopers van de top hebben een aantal snel uitbreidende eengezinswoningen.